# Pyrinia transitata
Pyrinia transitata är en fjärilsart som beskrevs av Achille Guenée 1858. Pyrinia transitata ingår i släktet Pyrinia och familjen mätare. Inga underarter finns listade.